# STS-41
STS-41 byla mise raketoplánu Discovery. Celkem se jednalo o 36. misi raketoplánu do vesmíru a 11. pro Discovery. Cílem mise bylo vynesení družice Ulysses.

## Posádka
- Richard N. Richards (2) velitel
- Robert D. Cabana (1) pilot
- William M. Shepherd (2) letový specialista 1
- Bruce E. Melnick (1) letový specialista 2
- Thomas D. Akers (1) letový specialista 3

V závorkách je uvedený dosavadní počet letů do vesmíru včetně této mise.

## Průběh mise

### Cíl letu
Hlavním nákladem raketoplánu byla sonda Ulysses. Aby bylo dosažení jejího navedení na plánovanou heliocentrickou dráhu, byla vybavená urychlovacím raketovým stupněm IUS, doplněným navíc stupněm PAM-S. Celková sestava měla tři stupně. Na výrobě sondy se podílela také západní Evropa, v níž byl Ulysses zkonstruovaný.

### Přípravy na start
Po předcházející misi STS-31, během které Discovery vynesl na oběžnou dráhu Hubbleův vesmírný dalekohled, se stroj vrátil na hřbetě Boeingu 747-SCA z Kalifornie zpět na Floridu. Tam, v montážní hale OPF (Orbiter Processing Facility), začala 9. května 1990 příprava na další let. Během předstartovních příprav došlo několika malým nehodám a poruchám. Přípravy se dostaly do časového skluzu, ale přesun na rampu LC-39B se však odehrál v původně naplánovaném termínu (9. září) a v testech se pokračovalo na rampě. Ulysses procházel předstartovními přípravami nezávisle na Discovery a do jeho nákladového prostoru byl i s urychlovací jednotkou umístěn den před převozem na startovací komplex.

### Start

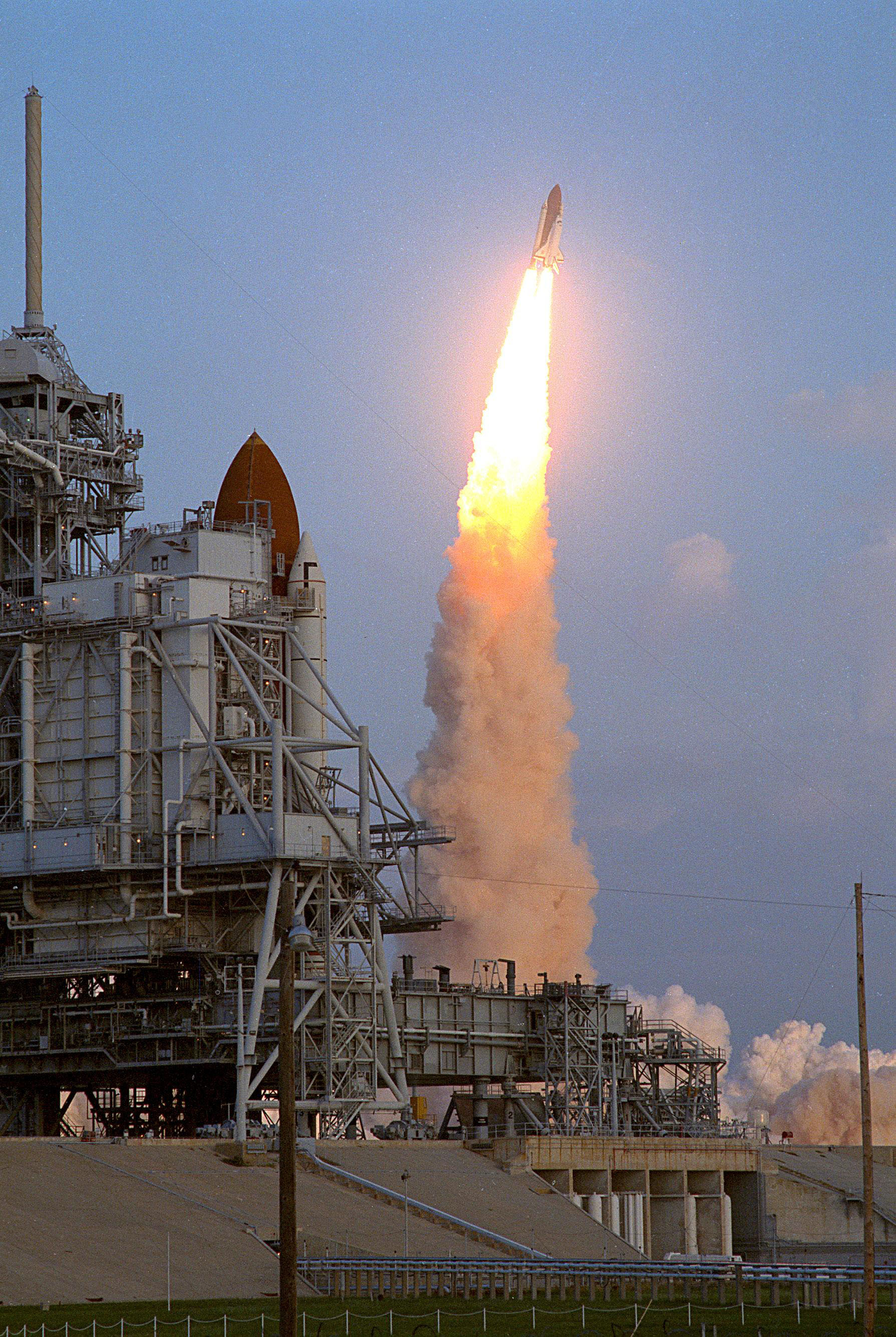
Discovery startuje na misi STS-41. V popředí na druhé rampě stojí "sesterský" raketoplán Columbia

Odpočítávání startu na 6. října 1990 probíhalo bez problémů až do posledního plánovaného přerušení v T-9 minut. Tehdy se vyskytly dva problémy, jeden se týkal technického charakteru, druhý počasí. Následkem těchto problémů se obnovení odpočítávání opozdilo. Další přerušení přišlo v čase T-5 minut a T-31 sekund.
Poslední přerušení trvalo dvě minuty a zavinily ho problémy s proplachováním nákladového prostoru plynem z pozemních zdrojů. Po vyřešení i tohoto problému bylo odpočítávání úspěšně dokončeno a tak se 6. října 1990 v 11:47:06 UT Discovery vydal na svou misi. Startovací okno v případě tohoto letu trvalo dvě a půl hodiny.
Start STS-41 proběhl bez problémů, 124 sekund od zážehu se od nádrže ET oddělily již vyhořelé startovací motory SRB a na padácích přistály v Atlantském oceánu. Osm a půl minuty po startu došlo k vypojení motorů SSME a o 14 sekund později byla oddělená i nepotřebná hlavní nádrž ET. Raketoplán se v tu chvíli nacházel na suborbitální dráze s apogeem ve výšce 289 km. 39 minut a 52 sekund od startu došlo k zapálení dvojice motorů OMS a tím navedení stroje na oběžnou dráhu okolo Země.

### Průběh letu

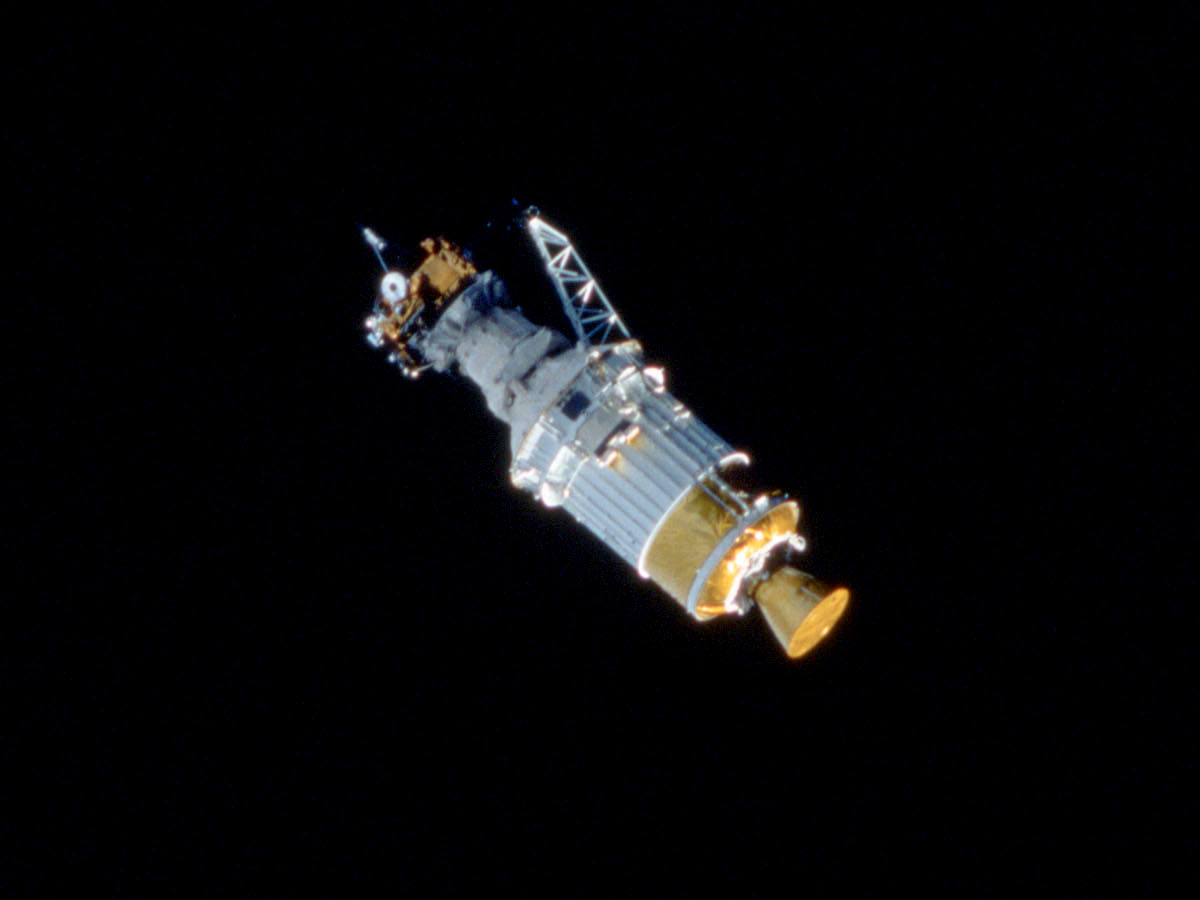
Vzdalující se Ulysses po odpojení od raketoplánu

Krátce po dosažení oběžné dráhy zjistili piloti raketoplánu drobnou komplikaci, týkající se jednoho z palubních počítačů. Po jejím odstranění se otevřely dveře do nákladového prostoru a začala kontrola užitečného zatížení.
Přibližně 5 hodin 20 minut po startu dala posádka Discovery povel k vyklopení IUS v úhlu 20° vzhledem k podlouhlé ose nákladového prostoru. Tím umožnili telemetrické spojení nákladu s pozemními stanicemi, které by jinak nebylo vůbec možné kvůli stíněn nákladovým prostorem. Po skončení základních kontrol se oddělily přívodové kabely mezi IUS a raketoplánem a komplex byl vyklopený do úhlu 58°. Poté dal astronaut Tom Akers povel k odpojení komplexu od raketoplánu a ten se (vymrštěný sedmi stlačenými pružinami) začal od raketoplánu vzdalovat rychlostí 0,14 m/s. 45 minut po vypuštění se prostřednictvím dálkového povelu zažehl motor stupně IUS. Po skončení zážehových manévrů se Ulysses vzdaloval od Země rekordní rychlostí 15,4 km/s. Přestože se cílem sondy mělo stát Slunce, byl zdánlivě paradoxně vypuštěný opačným směrem, k Jupiteru. Jeho gravitační pole totiž sondu mělo vymrštit na dráhu, po níž bude moci přeletět nad slunečním pólem.
Posádka Discovery po skončení prací s vypuštěním Ulysses spustila automatický biologický experiment Chromex-2 (Chromosome and Plant Cell Division in Space) a později také PSE (Physiological System Experiments). Během druhého dne letu bylo do provozu uvedené zařízení SSBUV (Shuttle Solar Backscatter Ultra Violet Experiment), které umožňovalo měřit obsah ozónu v zemské atmosféře. Na palubě probíhal automatický experiment IPMP (Investigation into Polymer Membrane Proeessing) pro firmu Batelle. Probíhaly také testy, směřující k plánované záchranné misi družice Intelsat, jež se nedostala na plánovanou oběžnou dráhu, snímkování Země a další činnosti.

### Přistání
Experimenty probíhaly i během čtvrtého dne letu, kdy se již začaly přípravy na přistání. To proběhlo 10. října v 13:57 UT na Edwardsově základně.